# Crepidium alagense
Crepidium alagense là một loài thực vật có hoa trong họ Lan. Loài này được (Ames) M.A.Clem. & D.L.Jones mô tả khoa học đầu tiên năm 1996.